# ذخیره‌گاه طبیعی بایکال-لنا
ذخیره‌گاه طبیعی بایکال-لنا (انگلیسی: Baikal-Lena Nature Reserve) یک منطقه حفاظت‌شده در استان ایرکوتسک کشور روسیه است.